# Aleja Przyjaźni w Gliwicach
Aleja Przyjaźni w Gliwicach – jedna z ulic w gliwickiej dzielnicy Śródmieście.

## Informacje ogólne
W czasach Polski Ludowej ulica nosiła nazwę aleja Przyjaźni Polsko-Radzieckiej.
Przy alei swoją siedzibę mają: Hufiec ZHP Ziemi Gliwickiej, firmy i przedsiębiorstwa handlowo-usługowe, Dom Dziecka nr 1 – Filia nr 2, Fundacja Odbudowy Teatru Miejskiego w Gliwicach.

## Przebieg
Aleja rozpoczyna swój bieg przy skrzyżowaniu z ul. Henryka Sienkiewicza i ul. gen. Leona Berbeckiego. Następnie krzyżuje się z ul. Stanisława Chudoby, ul. Zwycięstwa, ul. Dworcową i ul. Stanisława Moniuszki. Kończy swój bieg przy ul. Częstochowskiej (część drogi wojewódzkiej nr 901).

## Obiekty i miejsca
Przy ulicy znajdują się następujące historyczne obiekty i miejsca::
- ruiny teatru miejskiego (rejon al. Przyjaźni) – zbudowanego w 1890 w stylu historyzmu, według projektu architektów Zimmerman und Wache, przebudowanego w latach 1897–1899 i w 1924, wpisane do rejestru zabytków 15 grudnia 1997 (nr rej.: A/770/2021[5], granice ochrony obejmują część budynku z zachowaną funkcją teatralną – scenę, widownię, zaplecze teatralne, salę bankietową na trzeciej kondygnacji i przyziemie pod widownią);
- tablica z popiersiem Ewy Strzelczyk – tragicznie zmarłej dyrektorki Teatru Muzycznego (ruiny teatru miejskiego, od strony al. Przyjaźni), inicjatorki odbudowy teatru miejskiego;
- kamienica mieszkalna z przełomu XIX i XX wieku (ul. Zwycięstwa 38, al. Przyjaźni 11) – wzniesiona w stylu eklektyzmu z elementami neogotyku i secesji; obiekt wpisano do rejestru zabytków 27 września 1988 (nr rej.: A/1374/88, granice ochrony obejmują działkę).